# Ндау, Ба
Ба Ндау (фр. Bah N'Daw; род. 23 августа 1950, Сан, Французский Судан) — малийский государственный и политический деятель, временный президент Мали (2020—2021).

## Биография
Окончив бакалавриат, 1 июня 1973 года добровольно пришёл на военную службу и поступил в Общевойсковую военную школу Куликоро, затем прошёл в Советском Союзе курс подготовки пилота вертолёта. В марте 1976 года начал службу в малийских ВВС, некоторое время занимал должность адъютанта президента Мусы Траоре. В 1994 году окончил в Париже Общевойсковой коллеж обороны (CID). Являлся начальником Главного штаба ВВС, помощником начальника Генерального штаба Национальной гвардии. С 2008 года до самой отставки — директор Национального офиса ветеранов Вооружённых сил и жертв войны.
В 2014—2015 годах — министр обороны в правительстве Мусы Мары.

### В должности президента Мали
18 августа 2020 года в Мали состоялся военный переворот, вследствие чего Экономическое сообщество стран Западной Африки 20 августа приостановило членство Мали в организации и наложило на страну торговое и финансовое эмбарго с требованием передачи власти гражданским. 21 сентября Национальный комитет спасения народа, сформированный военными после переворота, объявил о наделении Ба Ндау полномочиями временного президента на переходный период длительностью 18 месяцев.
25 сентября 2020 года принёс присягу в международном конференц-зале Бамако и вступил в должность (вместе с ним в должность вице-президента вступил председатель НКСН Ассими Гоита).
27 сентября 2020 года назначил Моктара Уана временным премьер-министром Мали.
24 мая 2021 года в ходе военного переворота Ндау был арестован и вместе с премьер-министром Моктаром Уаном доставлен на военную базу в Кати (по сведениям газеты Le Monde несколькими часами ранее было объявлено о перестановках в правительстве, в том числе о смещении с должностей министра обороны полковника Садио Камары и министра внутренних дел полковника Модибо Коне, которые считаются главными организаторами переворота 2020 года).
25 мая вице-президент Ассими Гоита объявил, что президент и премьер-министр уволены со своих должностей, так как они не согласовывали с ним свои действия. 26 мая Ндау подал Гоите заявление о своей отставке.
В совместном заявлении миссия ООН в Мали, Экономическое сообщество стран Западной Африки, Африканский союз, Франция, США, Великобритания, Германия и Европейский союз осудили путч, а также выразили поддержку законным властям и потребовали освобождения арестованных должностных лиц.
27 августа 2021 года Бах Н’дау был освобождён из-под домашнего ареста.